# Beijoim

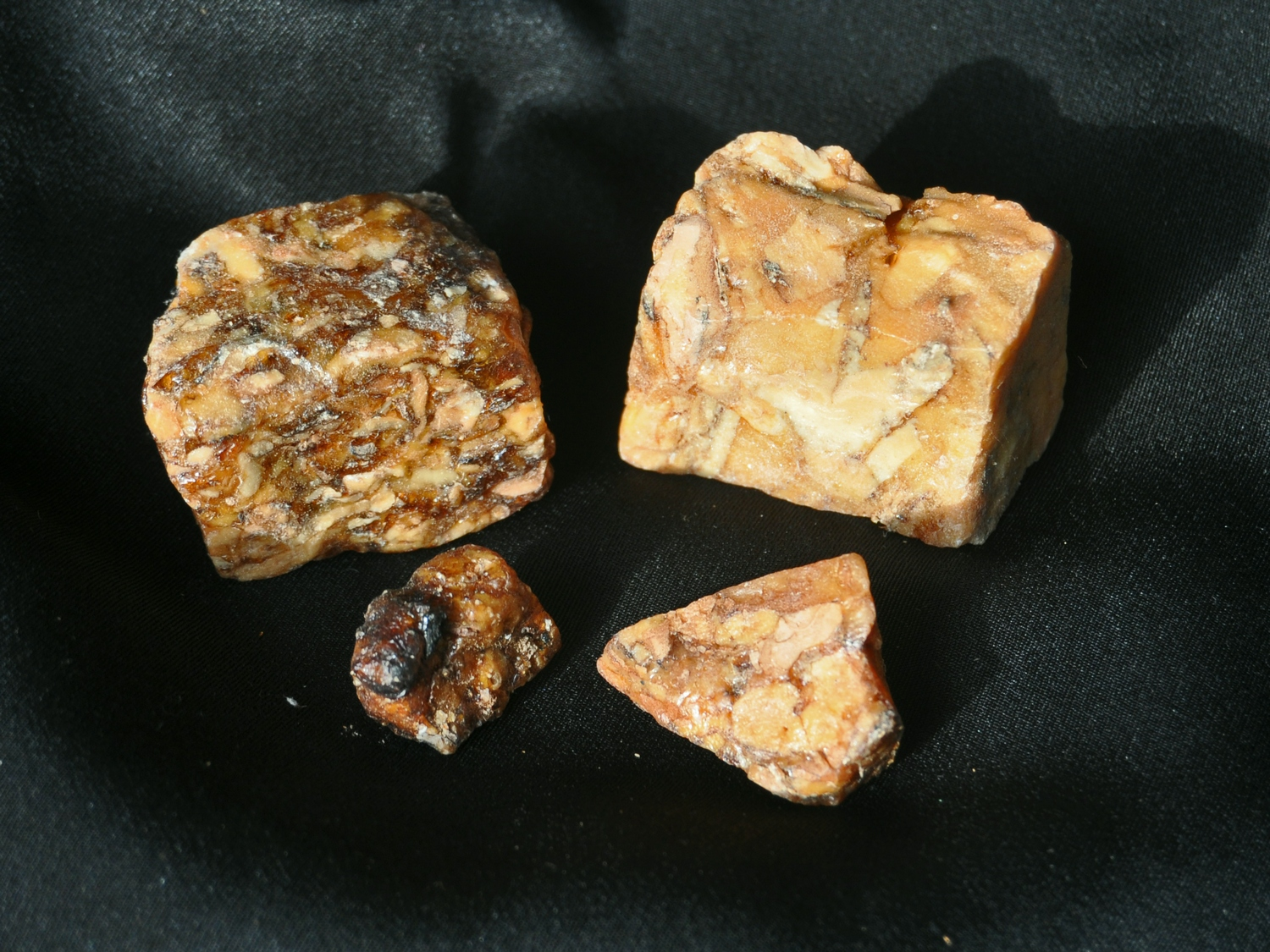
Kemenyan, um tipo de benjoim vendido em Gombong, Java.

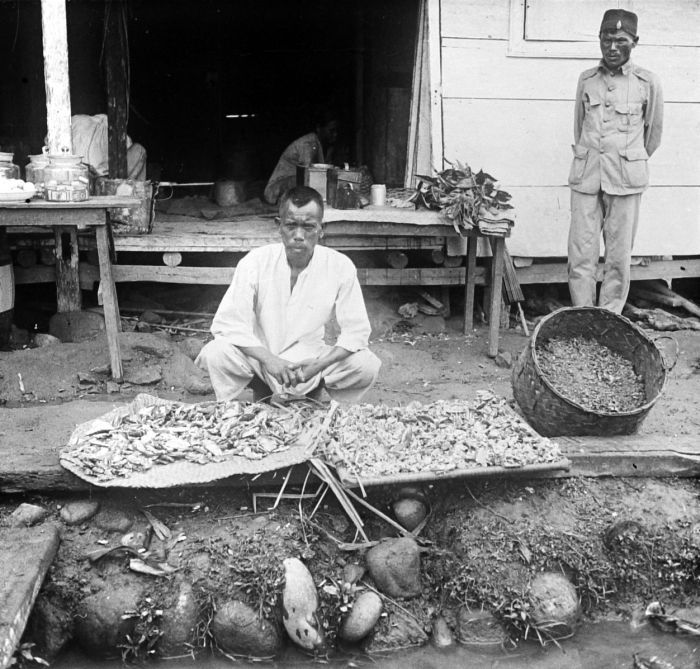
Vendedor de benjoim numa rua de Tapanoeli, Samatra.

Beijoim  (do árabe: lubán jáuí, "resina de Java") é um bálsamo extraído da resina de algumas espécies de árvores do género Styrax da família das estiracíneas (Styracaceae), encontradas nas Índias Orientais. O óleo do beijoim é utilizado em perfumaria e para massagens.
1. ↑  Wedgwood, Hensleigh (1855). «On False Etymologies». Transactions of the Philological Society (6). 67 páginas